# Ridskolan
Ridskolan är en svensk pornografisk film regisserad av Mike Beck. Medverkande är bland andra Samson Biceps och Alexandra Hjort. Filmen handlar om en bondgård som får ekonomiska problem och låter en grupp bibelstudenter ha ridläger där. Filmen har fått flera uppföljare, med varierande tema.

## Filmografi
- Ridskolan[6]
- Ridskolan 2: Sexskolan[7]
- Ridskolan 3: Skidskolan[8]
- Ridskolan 4: Hälsoskolan[9]
- Ridskolan 5: Bilskolan[10]